# Meranoplus similis
Meranoplus similis är en myrart som beskrevs av Hugo Viehmeyer 1922. Meranoplus similis ingår i släktet Meranoplus och familjen myror. Inga underarter finns listade i Catalogue of Life.